# Vacunación contra la COVID-19 en Reino Unido

Distribución de los 8,369,438 vacunados acumulados contra la COVID-19 en Reino Unido, al 28 de enero de 2021.

La vacunación contra la COVID-19 en Reino Unido es una campaña de inmunización masiva iniciada a principios de diciembre de 2020 para vacunar contra la COVID-19 a la población del país, en el marco de un esfuerzo mundial para combatir la pandemia de COVID-19.
Las vacunas comenzaron el 8 de diciembre de 2020, poco después de que el regulador británico, la Agencia Reguladora de Medicamentos y Productos Sanitarios (MHRA), concediera la autorización de emergencia a la vacuna Pfizer-BioNTech, una vacuna de ARN. 
El 30 de diciembre de 2020, la MHRA aprobó una segunda vacuna, la vacuna Oxford-AstraZeneca, y las vacunaciones comenzaron el 4 de enero de 2021, con una tercera vacuna, la vacuna Moderna, aprobada el 8 de enero de 2021.
Hasta el 3 de febrero de 2021, se habían administrado en todo el Reino Unido 10.021.471 primeras dosis y 498.962 segundas dosis, ya sea de la vacuna Oxford-AstraZeneca o Pfizer-BioNTech. Los lugares de vacunación incluyen consultorios médicos de cabecera, residencias y farmacias, así como hospitales. 
Al 29 de enero de 2021, había 1.462 centros de vacunación operando en Inglaterra. Hasta el 7 de enero, había 34 centros de vacunación en Gales. Los sitios adicionales, incluidos grandes recintos como estadios deportivos, ingresaron al programa a partir del 11 de enero de 2021, con siete centros de vacunación masiva que se abrieron inicialmente en Inglaterra y siete se abrieron. en Gales también. Durante el programa se emitieron nuevas directrices para personas alérgicas, pruebas de anticuerpos y la nueva variante de SARS-CoV-2 (Variant of Concern 202012/01). El programa también incluye la adquisición de vacunas para territorios británicos de ultramar y dependencias de la Corona.

## Antecedentes

### Responsabilidad del despliegue de la vacuna COVID-19
El 28 de noviembre de 2020, el gobierno británico estableció una nueva función de Subsecretario de Estado Parlamentario para el despliegue de la vacuna COVID-19, siendo Nadhim Zahawi el primero en ejercer el cargo.

### Vacunas por encargo
Existen varias vacunas COVID-19 en diversas etapas de desarrollo en todo el mundo. Al 8 de enero de 2021, el gobierno británico había realizado pedidos por un total combinado de 367 millones de dosis en 7 vacunas diferentes. Esto no equivale a la cantidad de personas que pueden ser inmunizadas ya que algunas vacunas requieren más de una dosis. El desglose de las vacunas que se están considerando para el programa de vacunación es el siguiente:
| Vacuna             | Progreso                    | Dosis ordenadas | Aprobación              | Despliegue             |
| ------------------ | --------------------------- | --------------- | ----------------------- | ---------------------- |
| Pfizer–BioNTech    | Ensayos clínicos - Fase III | 40 millones     | 2 de diciembre de 2020  | 8 de diciembre de 2020 |
| Oxford-AstraZeneca | Ensayos clínicos - Fase III | 100 millones    | 30 de diciembre de 2020 | 4 de enero de 2021     |
| Moderna            | Ensayos clínicos - Fase III | 17 millones     | 8 de enero de 2021      | Pendiente              |
| Novavax            | Ensayos clínicos - Fase III | 60 millones     | Pendiente               | Pendiente              |
| Valneva            | Ensayos preclínicos         | 60 millones     | Pendiente               | Pendiente              |
| GSK/Sanofi Pasteur | Ensayos clínicos - Fase I   | 60 millones     | Pendiente               | Pendiente              |
| Janssen            | Ensayos clínicos - Fase III | 30 millones     | Pendiente               | Pendiente              |

## Historia

### Aprobación regulatoria
El 2 de diciembre de 2020, el Reino Unido se convirtió en el primer país en aprobar el uso de la vacuna Pfizer – BioNTech, Tozinamerán. Se trataba de una autorización temporal otorgada por la Agencia Reguladora de Medicamentos y Productos Sanitarios (MHRA) en virtud del Reglamento 174 del Reglamento de Medicamentos Humanos de 2012.  El primer lote llegó al Reino Unido al día siguiente y se almacenó inicialmente en un centro central no revelado antes de distribuirse a los centros de vacunación de hospitales en todo el Reino Unido.
El 30 de diciembre de 2020, el Reino Unido también se convirtió en el primer país en aprobar la vacuna Oxford/AstraZeneca. 
El 8 de enero de 2020, la vacuna de Moderna fue aprobada como la tercera vacuna en ingresar al programa.

### Lanzamiento
El 8 de diciembre de 2020, Margaret Keenan (90), se convirtió en la primera persona en el mundo (fuera de los ensayos) en recibir la vacuna de Pfizer-BioNTech, cuando comenzó el lanzamiento de las vacunas. William Shakespeare (81), de Warwickshire se convirtió en la segunda persona y el primer hombre en ser vacunado. Ambas vacunaciones se llevaron a cabo en el Hospital Universitario de Coventry.
El 4 de enero de 2021, Brian Pinker (82) se convirtió en la primera persona (fuera de los ensayos) en recibir la vacuna de Oxford-AstraZeneca. La vacunación tuvo lugar en el Hospital Universitario de Churchill, en Oxford. El Secretario de Salud, Matt Hancock, dijo que este era un "momento fundamental" en el programa, ya que esta vacuna era más fácil de transportar y almacenar, y solo requería temperaturas normales del refrigerador. Seis  iniciarán el lanzamiento de la vacuna de Oxford utilizando el primer lote de alrededor de 530,000 dosis recibidas.

### Orientación emergente
El 9 de diciembre de 2020, la MHRA (Agencia Reguladora de Medicamentos y Productos Sanitarios, del inglés: 
Medicines and Healthcare products Regulatory Agency) emitió una guía actualizada, después de dos casos de anafilaxia y otro caso de una posible reacción alérgica después de la vacunación. En el comunicado, June Raine, directora ejecutiva de la MHRA, dijo: 
Cualquier persona con antecedentes de anafilaxia a una vacuna, medicamento o alimento no debe recibir la vacuna Pfizer/BioNTech. No se debe administrar una segunda dosis a nadie que haya experimentado anafilaxia después de la administración de la primera dosis de esta vacuna.
Raine continuó diciendo que se sabe que tales efectos secundarios ocurren con cualquier vacuna, pero son "muy raros". Continuó confirmando que las citas existentes no deben cancelarse, pero las personas con antecedentes de alergias graves deben discutir esto de antemano. Además, expresó su confianza en la seguridad, evaluación y seguimiento de la vacuna. Se dio orientación de que los receptores de la vacuna deben ser monitoreados durante al menos 15 minutos después de la vacunación y los centros deben estar preparados para tales eventos, incluida la disponibilidad de un paquete de anafilaxia. Las dos personas afectadas fueron tratadas rápidamente y se recuperaron bien. 
En el Departamento de Salud y Asistencia Social confirman que aunque la vacuna desencadena la creación de anticuerpos, la vacunación no afecta el resultado de una prueba de anticuerpos para detectar si alguien ha contraído previamente el virus. Esto se debe a que existen diferencias entre los anticuerpos activados y los que se están analizando.
A partir del 20 de diciembre de 2020, el PHE dice que "no hay evidencia" que sugiera que la variante de preocupación 202012/01 recientemente identificada (una nueva variante de SARS-CoV-2) sea resistente a la vacuna vacuna Pfizer/BioNTech que se usa actualmente en el programa, y las personas aún deben estar protegidas. Se sigue priorizando el trabajo de laboratorio adicional para aumentar la comprensión actual de esto.

## Organizaciones involucradas
En los meses previos a la aprobación de la primera vacuna, el Comité Conjunto de Vacunación e Inmunización (un grupo independiente de expertos) brindó asesoramiento al Grupo de Trabajo sobre Vacunas, formado recientemente, sobre los grupos de personas que deberían tener prioridad para la vacunación. 
Al igual que con otras vacunas autorizadas, el Instituto Nacional de Estándares y Control Biológicos (parte de la MHRA) revisa el proceso de producción y el control de calidad del fabricante, y prueba cada lote de vacuna.

## Opinión pública

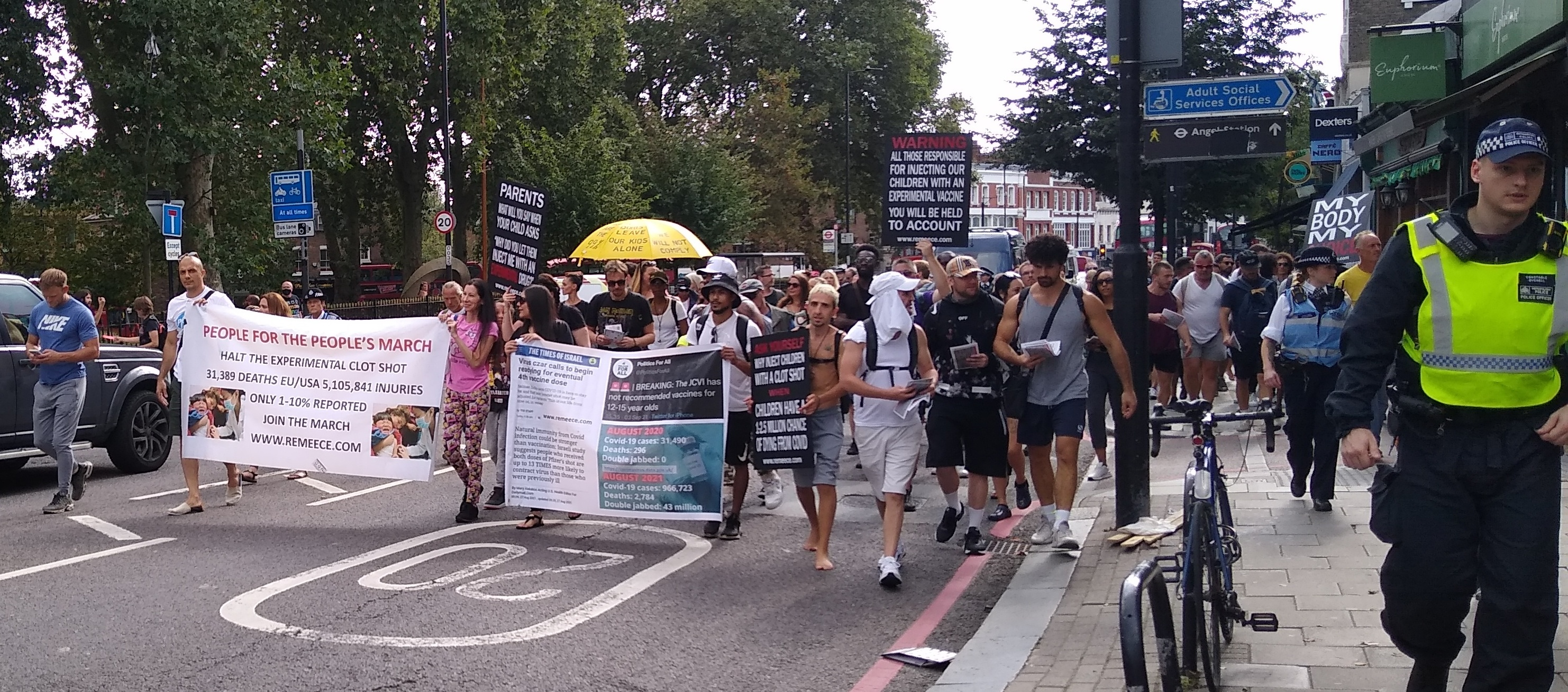
Una protesta registrada en Londres, en oposición a la vacunación contra la COVID-19.

## Centros de vacunación

### Mapas
|                                 |
| Centros de vacunación en Gales. |

|                                      |
| Centros de vacunación en Inglaterra. |

|                                   |
| Centros de vacunación en Escocia. |